# Michal Sýkora (politik)
Michal Sýkora (* 5. dubna 1953 Štrba) je slovenský místní politik, bývalý předseda Združenie miest a obcí Slovenska, bývalý československý poslanec Sněmovny národů Federálního shromáždění po sametové revoluci za Komunistickou stranu Slovenska, později za Stranu demokratické levice.

## Biografie
V roce 1972 absolvoval Střední průmyslovou školu elektrotechnickou v Liptovském Hrádku, v roce 1981 Střední ekonomickou školu v Popradu. V období let 1976–1981 působil v Okresním stavebně-montážním podniku Batizovce jako vedoucí odbytu. Od roku 1981 zastával post předsedy MNV v obci Štrba, přičemž po roce 1990 pokračoval trvale na tomto postu jako starosta.
K roku 1990 se profesně uvádí jako předseda MNV, bytem Štrba.
V únoru 1990 zasedl v rámci procesu kooptací do Federálního shromáždění po sametové revoluci jako poslanec za KSS do slovenské části Sněmovny národů (volební obvod č. 140 – Poprad, Východoslovenský kraj). Mandát obhájil ve volbách roku 1990 za SDĽ. Ve Federálním shromáždění setrval do října 1991, kdy na mandát rezignoval.
V letech 1990–2001 byl předsedou Regionálního sdružení tatranských a podtatranských obcí (od roku 2005 jako místopředseda). Zároveň byl v letech 1991–1993 místopředsedou a pak v dlouhém období 1993–2011 předsedou Združenie miest a obcí Slovenska (od roku 2011 coby 1. místopředseda tohoto svazu). V roce 2001 mu byl udělen Pribinův kříž.